# Pocoata

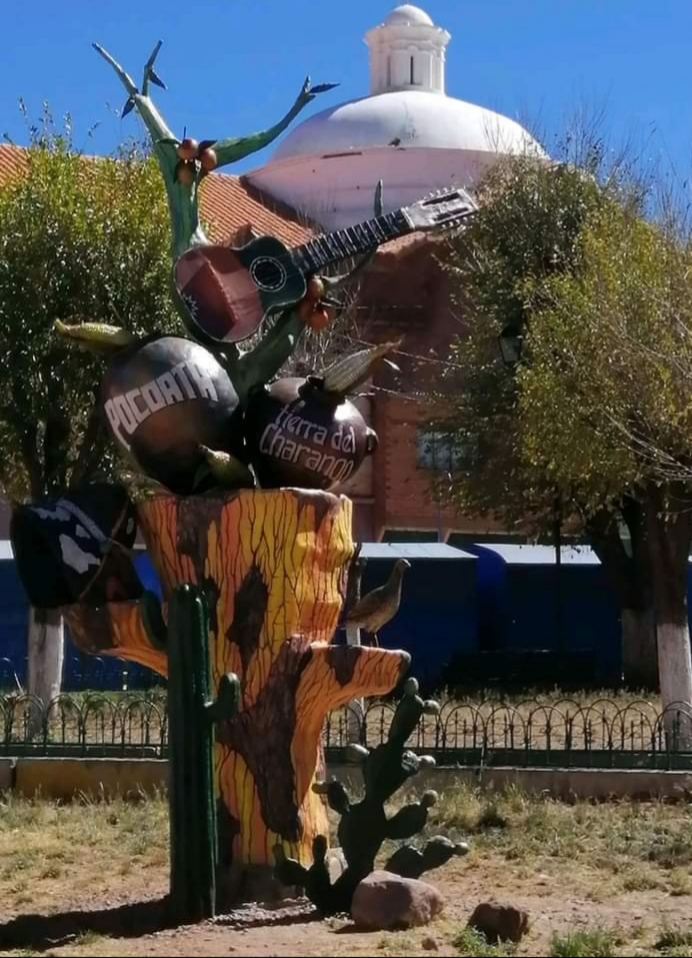
Pocoata

Pocoata es un municipio de Bolivia, ubicado en la provincia de Chayanta del Departamento de Potosí. También es llamada " Pocoata tierra del charango" y "Jardín del norte Potosí". La localidad de Pocoata fue fundada el 24 de junio de 1575, pero creado como municipio el 14 de febrero de 1927. La primera sublevación indígena de Suramérica se levantó en Pocoata en el año 1779 a la cabeza del caudillo potosino Tomás Katari. El municipio tiene una superficie de 1109 km² y cuenta con una población de 26 330 habitantes (según el Censo INE 2012).
Tiene un templo declarado monumento nacional y patrimonio por su arquitectura y sus cúpulas impresionantes. Así mismo, tiene chullpares en el sector de la zona de Huancarani, distante de Pocoata a 3,5 km.

## Toponimia
Su nombre proviene de las palabras del idioma quechua: “Pocoj”, que significa producción, y “Wata”, que significa año de producción.

## Historia
Ya desde la época colonial, la zona de Pocoata fue netamente agrícola, ya que en este sector han y siguen produciendo todo tipo de hortalizas, frutas y legumbre para el sustento de los trabajadores de las minas de Siglo XX, Catavi, Miraflores y Colquechaca.
Es un pueblo con mucha historia, ya que en el sector han nacido hombres como Tomás Katari, el padre Julio Tumiri.
Han pernoctado hombres como Simón Bolívar y Antonio José de Sucre.
Pocoata tiene tres certificados de nacimiento. Pero el original se lo extendió la naturaleza, cuando el tiempo no tenía calendario y comenzaban a asentarse los primeros habitantes en esta parte de la Tierra. En su nacimiento, la Pachamama fue generosa, la dotó de tres ríos: una con agua permanente y dos con corrientes temporales; y hundió abruptamente, solo en esa partecita, el uniforme y extenso altiplano para colgar Pocoata entre macizas montañas y pisos que bajan de 3000 a 2000 metros sobre el nivel del mar.
La historia que viajó de boca en boca y de oído en oído narra que, antes de que los musulmanes fueran forzados a abandonar lo que hoy es España y mucho antes de que Cristóbal Colón naciera, vivían en la región Los Wankarani y después la Nación Charca.
Esa misma historia cuenta que Los Charcas eran aguerridos guerreros, hábiles para el combate cuerpo a cuerpo por su agilidad en los puños. Esa afición los llevó a organizar torneos regulares de lucha y desde entonces viene lo que hoy se llama el Tinku.
Por el siglo XIV, aparecieron Los Incas, una civilización más organizada política y militarmente, y conquistaron la Nación Charca. Los vencedores, al ver que en el lugar producía abundantemente el maíz, lo bautizaron con un nombre en quechua: “Poqjoj Wata” (año productivo o que produce cada año) y, como los españoles (mutju qjallus, «lengua sin filo») no podían pronunciar esa palabra, terminaron llamándolo Pocoata.

### Época colonial
Viene a ser el segundo certificado de nacimiento. Se materializó mucho tiempo después de 1532, año en que los españoles llegaron a territorio del Imperio Inca.
Luego del descubrimiento español del Cerro Rico de Potosí, en 1545, se tuvo la orden de la Corona española en 1575 para crear “los pueblos indios”, entre ellos Pocoata. El objetivo de su creación fue aglutinar en un solo pueblo a los 134 ayllus que vivían a lo largo de cinco leguas para cobrarles fácilmente impuestos y reclutar jóvenes indígenas para la mita (trabajo forzado) en el Cerro Rico, donde en casi tres siglos murieron alrededor de 8 millones de indios, de ellos miles eran de Pocoata.
Entre 1575 y 1675, los españoles trazaron Pocoata según el modelo castellano. Diseñaron las calles conforme a un trazado perpendicular y pusieron en el centro la Plaza de Armas, donde edificaron las instalaciones para las autoridades políticas y religiosas.
Lo asentaron sobre una colina para evitar que los serpenteantes ríos que lo rodean al desbordarse lo inundaran. En el lado norte de la plaza edificaron su imponente templo estilo barroco mestizo en honor a San Juan el Bautista, Patrono del Pueblo. De la majestuosa construcción, destaca su cúpula blanca y su alargada bóveda, que se extiende de este a oeste y termina en una torre, de donde cuelgan dos campanas, una de ellas gigante, cuyo tañido se escucha a más de cinco kilómetros a la redonda.
Los tatarabuelos pocoateños que entraban al templo cuando aún acogía a San Juan Bautista, al Tata Santiago, a Santa Bárbara y a San Andrés contaban, en sus tertulias de fin de año, que de sus altas paredes colgaban valiosas pinturas de Melchor Pérez de Holguín.
El descuido y la ignorancia derrumbaron parte de la infraestructura del templo y tuvieron que construir uno precario para alojar a los santos y las pinturas, que en un mal día fueron robadas y luego recuperadas, pero ya no volvieron al pueblo; se los llevaron a Potosí. El templo está hoy entre la reconstrucción y otro largo olvido.
Entre 1575 y 1700, Pocoata ya era un importante lugar de tránsito entre Potosí – Cochabamba y Charcas (hoy Sucre) – La Paz.
Los abuelos de las abuelas rememoraban, en días de siembra, que, durante la colonia, el clima templado iba de agosto a abril, lo que convirtió a Pocoata en una incubadora natural, a donde las esposas de los españoles, que vivían en Potosí, llegaban al pueblo a dar a luz a sus hijos para evitar que se mueran por el intenso frío potosino, como sucedía en aquel tiempo.

### La rebelión de Tomás Katari
Mientras sus habitantes, indios y españoles, iban creando una nueva cultura, resumida simbólicamente en el charango (hijo de la guitarra), la montera del tinku (muy semejante al casco español) y la cúpula del templo de Pocoata, el pueblo no vivía en paz por los abusos de los españoles, que cada año reclutaban en la región más de 4000 mitayos para obligarlos a trabajar en las profundidades del Sumaj Orkjo.
Debido a esto, a mediados de 1777, el cacique Tomás Katari se rebeló contra el español Blas Bernal por haberle usurpado el cargo de curaca. A este movimiento se sumaron su esposa Kurusa Yawi (a quien los españoles rebautizaron Kurusa Llave), sus hermanos, Nicolás y Dámaso; e Isidro Achu, otro líder indígena.
En 1778, Katari organizó dos cabildos grandes de las 365 comunidades de Potosí en Poqjoj Wata y Macha, donde recibió el mandato de marchar hasta Buenos Aires, capital del Virreinato del Río de la Plata. Katari caminó, acompañado de Tomás Achu (hijo de Isidro), 2300 kilómetros porque por entonces los indios tenían prohibido montar a caballo.
Entre 1778 y 1980 fueron infructuosos sus reclamos y fue apresado en varias ocasiones. La última vez que fue liberado fue el 23 de julio de 1780; ese día, sus seguidores llegaron armados desde Huancarani, aldea cercana a Poqjoj Wata, y rodearon al corregidor para exigirle libertad para Tomás Katari y rebaja de impuestos.
El día de San Bartolomé, 24 de agosto, mientras el corregidor reclutaba quechuas para la mita y se armaba la festividad en honor al Santo, Katari encabezó la rebelión en la Plaza de Pocoata, hecho que en justa historia debe ser entendido como el primer grito libertario de los indígenas contra la Corona española.
Un año después, el 15 de agosto de 1781, Katari fue asesinado a causa de su rebelión en el barranco de Chataquilla, cerca a Quila Quila (provincia de Yamparáez, Chuquisaca), donde lo empujaron atado de manos y pies.

### Época republicana
En 1825 se declaró la independencia de Bolivia y Pocoata pasó a formar parte del nuevo departamento de Potosí.
Eleuterio Troncoso, benemérito de la Guerra del Pacífico, solía contar cómo fue incendiado Pocoata por orden del dictador Mariano Melgarejo. Eleuterio no recordaba exactamente el día, pero sí el hecho y las frases que enfurecieron a Melgarejo. El dictador iba de Sucre a La Paz y tenía que pasar por el pueblo, donde supuso que lo iban a recibir con honores. No sabía que los pocoateños eran afectos a Manuel Isidoro Belzu. Menos esperaba que le griten en su cara: “Albahaca para el Tata Belzu, alqjoaca (mierda de perro) para Melgarejo”.
Apenas escuchó repetir dos veces el estribillo, Melgarejo ordenó quemar Pocoata. Como en ese entonces (1866) las casas tenían techo de paja, el fuego saltó con la agilidad del viento de techo en techo y ardió el pueblo.

### Creación del municipio
A 100 años de la creación de Bolivia, Pocoata fue declarado capital de la Tercera Sección de la provincia de Chayanta, el 11 de noviembre de 1925, por el gobierno de Hernando Siles.
Sin embargo, desde la colonia marcó como su fecha de aniversario el 24 de junio, día de San Juan el Bautista.
Pocoata tiene tres certificados de nacimiento, pero el original se lo extendió la naturaleza entre pasacalles, huayños, cuecas, tonadas, tinkus, sicuris, charangos, guitarras, acordeones, saxos y trompetas.

## Ubicación
El municipio de Pocoata es uno de los cuatro municipios de la provincia de Chayanta. Limita al norte con la provincia de Charcas, al oeste con la provincia de Rafael Bustillo, al sudoeste con el departamento de Oruro y al sur y oeste con el municipio de Colquechaca. Se extiende sobre unos 60 km de norte a sur y unos 50 de este a oeste en línea recta.

## Geografía
El municipio de Pocoata se encuentra en una zona de transición de las tierras altas de Oruro en la Sierra de Potosí. La vegetación es la propia del Puna. El clima es continental con variaciones diarias de temperatura superiores a las variaciones estacionales.
La temperatura media anual está alrededor de los 19 °C. La precipitación media anual es de unos 450 mm, correspondiendo en su mayor parte a los meses de verano. La temporada seca con una precipitación mensual máxima de 20 mm, se extiende de abril a octubre. Tiene diversos pisos ecológicos, tales como valles, cabeceras de valle, puna baja y puna. 

## Demografía
De acuerdo con el censo boliviano de 2024, la población del municipio de Pocoata es de 8 971 habitantes.
La población del municipio casi se duplicó entre 1992 y 2024:
| Año  | Habitantes (municipio) | Fuente |
| ---- | ---------------------- | ------ |
| 1992 | 16.993                 | Censo  |
| 2001 | 20.116                 | Censo  |
| 2012 | 25.648                 | Censo  |
| 2024 | 32.307                 | Censo  |

La densidad del población era de 18,1 habitantes/km² en el censo de 2001, con una población urbana del 0 %. El segmento de la población de edad inferior a los 15 años es del 41,2 %.
El analfabetismo de las personas mayores de 19 años asciende al 55% (74 % de los hombres y 38% de las mujeres). El idioma más hablado es el quechua (92 % de quechuahablantes). Respecto a la religión, el 85% de la población se declara católica y el 8% evangélica.

## Economía

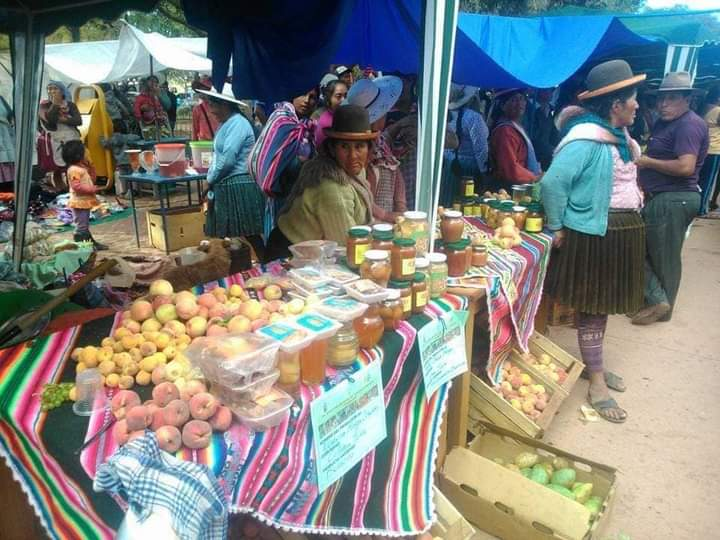
Feria del durazno

Agricultura, ganadería, caza, silvicultura e industria manufacturera: haba, durazno, manzana, tuna, maíz, cría de ganado camélido, cría de ganado vacuno, artesanía (hilados, textiles), cultivo de hortalizas.

## Platos típicos
• Asado de cerdo (Kuchi kanka)
• Lagua qalapari
• Chicha de maíz

## Danzas típicas
• Lata caja
• Palizada
• k'ala anata
• Tinku
• Danza del sembradío
• Thapa kayos
• Pinkillada
• Jula julas

## Política

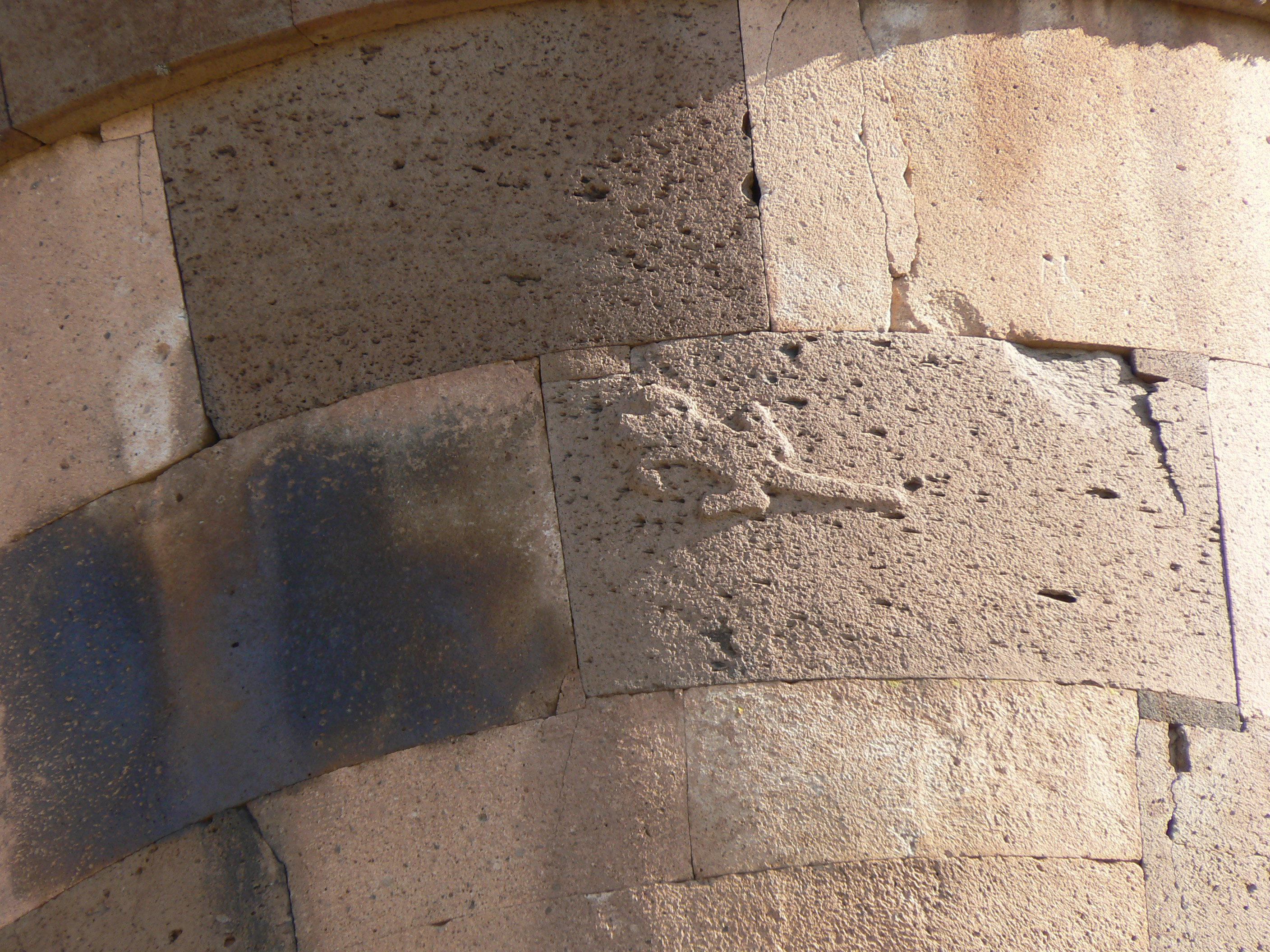
Detalle de lagarto esculpido en una chullpa.

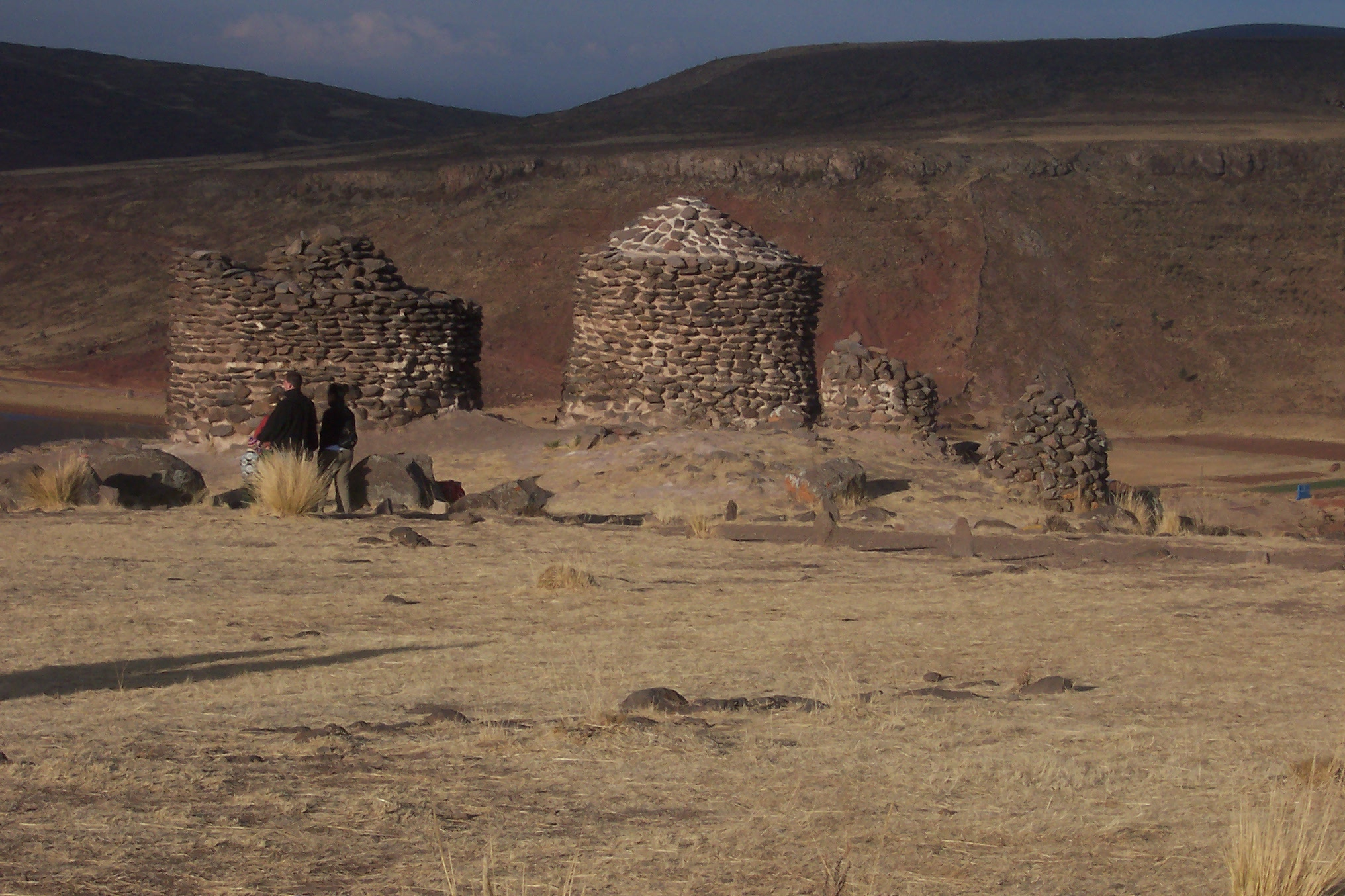
Chullpas de la época colla, en Sillustani.

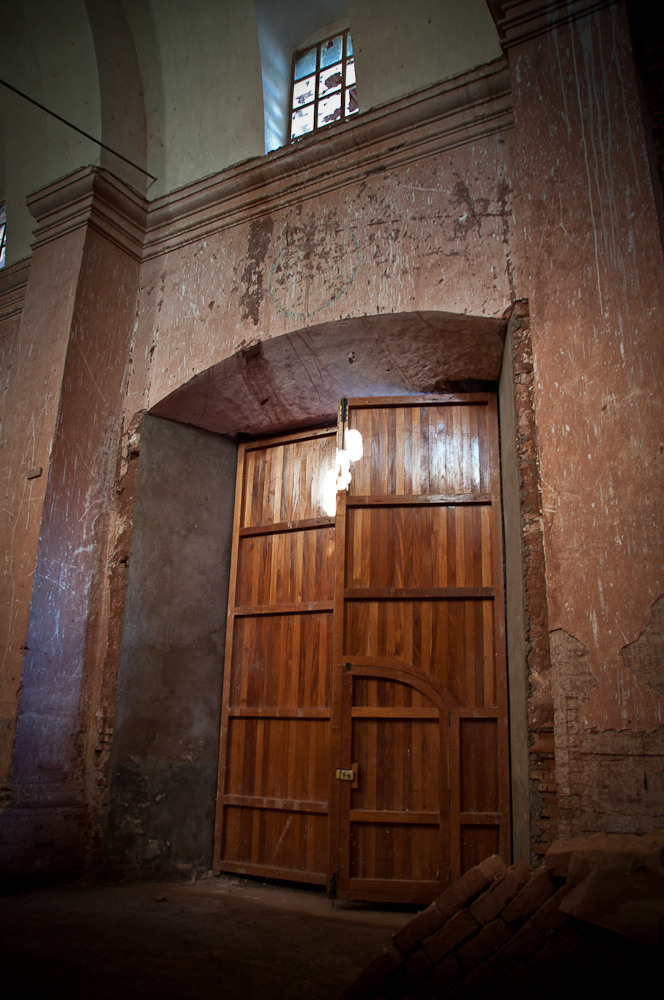
Iglesia de Pocoata

El actual alcalde es Evert Cocha Tintaya, con afiliación política al partido de gobierno, el MAS-IPSP -Movimiento Al Socialismo – Instrumento Político por la Soberanía de los Pueblos (MAS-IPSP). Cuenta también con siete concejales.

## Subdivisión
El municipio se subdividía en los siguientes cantones:
- Cantón Campaya
- Cantón Chayala
- Cantón Pocoata
- Cantón Quesem Phuco
- Cantón San Juan de Arrospata
- Cantón San Miguel de Kari
- Cantón Senajo
- Cantón Tacarani
- Cantón Tomoyo
- Distrito Jarana

## Transporte
Pocoata se ubica a 164 kilómetros por carretera al noroeste de Potosí, capital del departamento homónimo.
Desde Potosí, la carretera nacional Ruta 1 conduce hacia el norte a través de Tarapaya, Yocalla y Cruce Culta hasta Oruro y El Alto, y hasta Desaguadero en el lago Titicaca.
En Cruce Culta, un camino se bifurca de la carretera principal en dirección norte y luego de 38 kilómetros llega a la Ruta 6 cerca del pueblo de San Pedro de Macha. Desde el cruce de Macha se recorren otros 17 km al noroeste hasta Pocoata.

## Atractivos turísticos
• Cementerios de chullpas. 
• Iglesia San Juan Bautista. 
• Iglesias coloniales.
• Aguas termales.